# Bob Vankan
Bob Vankan (Sittard, 1 mei 1997) is een Nederlands voetballer die doorgaans speelt als middenvelder. In juli 2025 verruilde hij SV Meerssen voor EVV.

## Carrière
Vankan speelde in de jeugdopleiding van Fortuna Sittard, dat hem had overgenomen van de amateurs van VV Spaubeek. Voor de Sittardse club maakte de aanvallende middenvelder op 2 september 2013 zijn debuut in de Eerste divisie, in een met 3–1 gewonnen wedstrijd tegen Willem II. Vankan mocht van zijn coach Wil Boessen in de blessuretijd invallen voor aanvaller Patrick N'Koyi. Zijn eerste doelpunt maakte hij op 14 oktober 2013. Op die dag werd er met 0–3 gewonnen op bezoek bij Jong Ajax. Een kwartier voor tijd scoorde hij de 0–2 op aangeven van Jordie Briels. In de zomer van 2016 verkaste Vankan naar FC Twente, waar hij in eerste instantie werd toegevoegd aan de selectie van Jong FC Twente. Hij liet in januari 2018 zijn contract ontbinden. Direct vond hij in EVV een nieuwe club. Na drie seizoenen in Echt besloot Vankan te verkassen naar SV Meerssen. In het voorjaar van 2025 werd bekend dat Vankan in de zomer van dat jaar zou terugkeren bij EVV.

## Clubstatistieken
| Seizoen | Club            | Competitie     | Competitie | Competitie | Beker | Beker | Nacompetitie | Nacompetitie | Totaal | Totaal |
| Seizoen | Club            | Competitie     | Wed.       | Dlp.       | Wed.  | Dlp.  | Wed.         | Dlp.         | Wed.   | Dlp.   |
| ------- | --------------- | -------------- | ---------- | ---------- | ----- | ----- | ------------ | ------------ | ------ | ------ |
| 2013/14 | Fortuna Sittard | Eerste divisie | 12         | 1          | 1     | 0     | 1            | 0            | 14     | 1      |
| 2014/15 | Fortuna Sittard | Eerste divisie | 15         | 1          | 1     | 0     | —            | —            | 16     | 1      |
| 2015/16 | Fortuna Sittard | Eerste divisie | 7          | 0          | 0     | 0     | —            | —            | 7      | 0      |
| 2016/17 | Jong FC Twente  | Tweede divisie | 12         | 0          | —     | —     | —            | —            | 12     | 0      |
| 2017/18 | Jong FC Twente  | Derde divisie  | 8          | 0          | —     | —     | —            | —            | 8      | 0      |
| Totaal  | Totaal          | Totaal         | 54         | 2          | 2     | 0     | 1            | 0            | 57     | 2      |

Bijgewerkt op 4 juli 2025.

## Trivia
- Vankan heeft in 2022 de Bachelor Fysiotherapie behaalt.